# U 9 (U-Boot, 1910)
U 9 war ein U-Boot der deutschen Kaiserlichen Marine. Es war das Typschiff einer Klasse von vier U-Booten – U 9 bis U 12.

## Vor- und Entwicklungsgeschichte
U 9 war ein sogenanntes Zweihüllenboot, als Hochseeboot in einem Amtsentwurf konzipiert. Es war von der Torpedoinspektion geplant, eine Mindestgeschwindigkeit bei Überwasserfahrt von 15 kn und bei Unterwasserfahrt von 10,5 kn zu erreichen, was allerdings nicht erreicht wurde. Die Reichweite sollte mindestens 2000 NM betragen. Ebenso sollten ein Festpropeller, Großoberflächenakkus und eine Luftreinigungsanlage eingebaut werden.

## Bau und Indienststellung
U 9 wurde als erstes Boot seiner Klasse am 15. Juli 1908 in Auftrag gegeben und auf der Kaiserlichen Werft in Danzig auf Kiel gelegt. Der Stapellauf erfolgte am 22. Februar 1910. Die Auslieferung und Indienststellung erfolgten am 18. April 1910 unter dem Kommando von Kapitänleutnant Waldemar Kophamel. Am 16. Juli 1914 gelang es der Mannschaft von U 9 − zum ersten Mal überhaupt auf einem deutschen U-Boot–, während einer Tauchfahrt Torpedos nachzuladen.

## Technik
Das Boot war 57,38 m lang und 6 m breit und hatte einen Tiefgang von 3,13 m sowie eine Verdrängung von 493 Tonnen über und 611 Tonnen unter Wasser. Die Besatzung bestand aus 22 bis 29 Mann, davon vier Offiziere. Die Maschinen für die Überwasserfahrt waren zwei von Körting gebaute Sechs- und Achtzylinder-Zweitakt-Petroleummotoren mit zusammen 735 kW (1.000 PS). Zur Unterwasserfahrt kamen zwei Elektromotoren von SSW mit zusammen 853 kW (1.160 PS) zum Einsatz. Damit waren Geschwindigkeiten von 14,2 kn über Wasser bzw. 8,1 kn unter Wasser möglich. Der Aktionsradius betrug bis zu 3.250 NM bei Überwasserfahrt. Bei getauchter Fahrt mit 5 kn Marschgeschwindigkeit wurden maximal 80 NM erreicht. Die maximale Tauchtiefe betrug 50 Meter. Das Boot konnte innerhalb von 50–90 Sekunden abtauchen. Die Bewaffnung bestand aus jeweils zwei Torpedorohren am Bug und im Heck mit insgesamt sechs Torpedos. Bis Ende 1914 war eine 3,7-cm-Revolverkanone montiert, die 1915 durch ein zusätzliches 5-cm-Geschütz ergänzt wurde. Diese Geschütze wurden im März bis Dezember 1916 ausgebaut und das Boot wurde zu Testzwecken mit Seeminen ausgerüstet.

## Einsätze und Verbleib

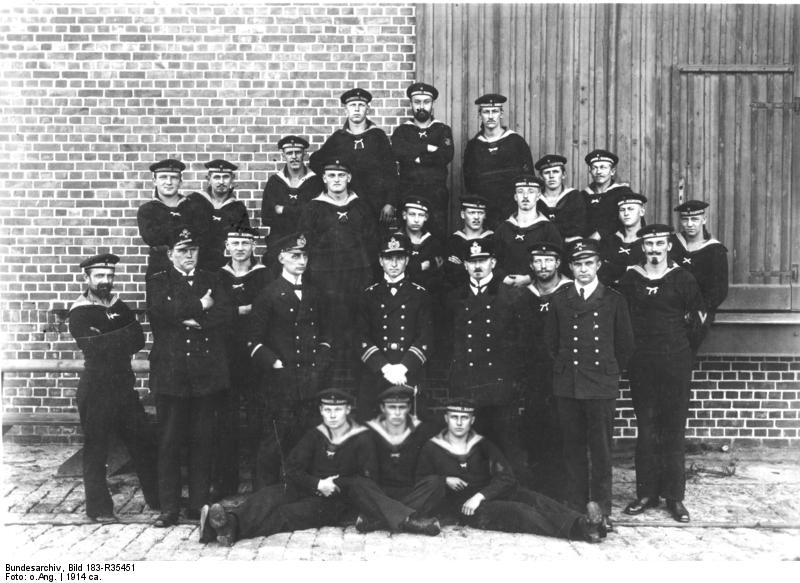
Besatzung von U 9, 1914

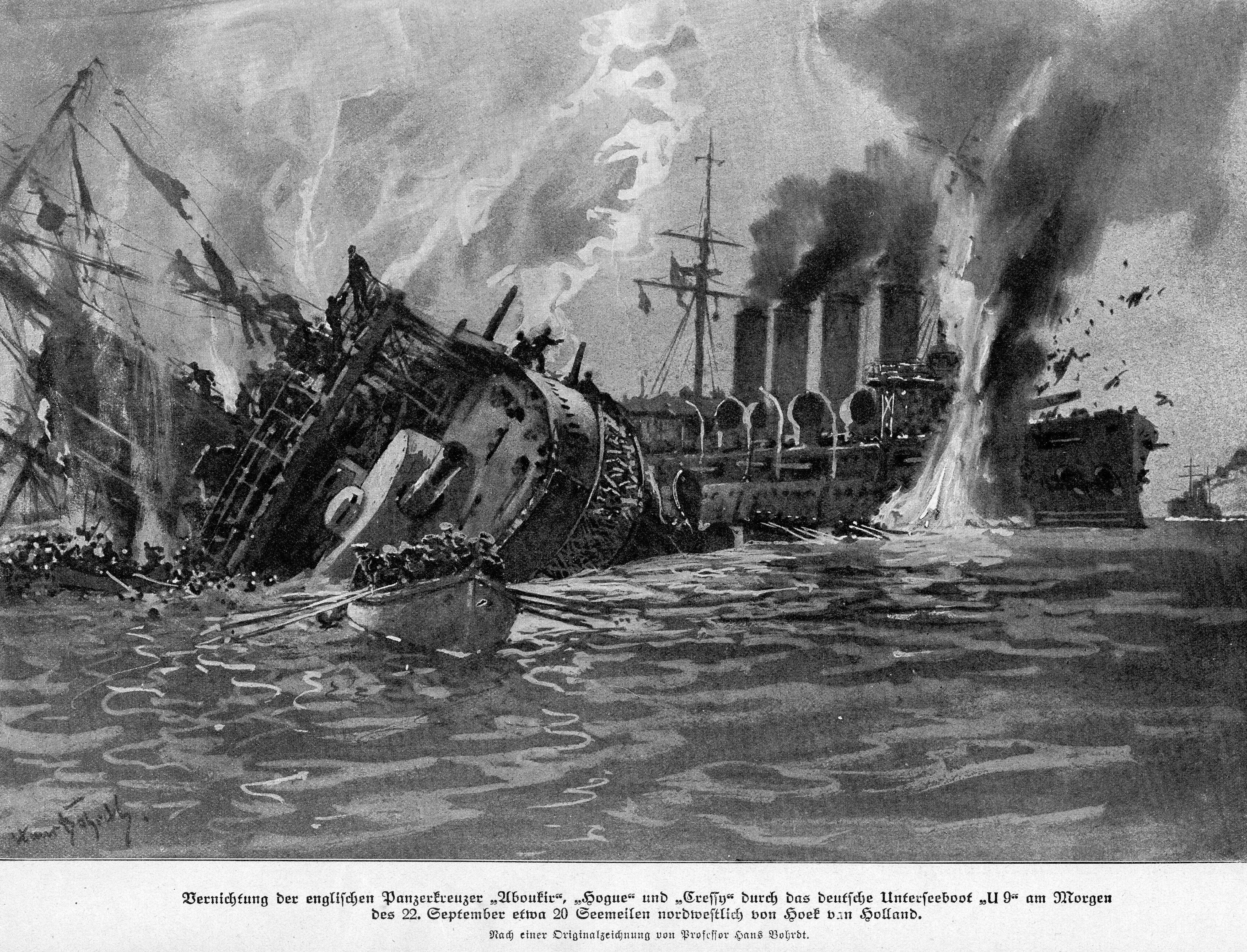
Versenkung der Panzerkreuzer Cressy, Houge und Aboukir durch U 9 (nach einer Originalzeichnung von Hans Bohrdt)

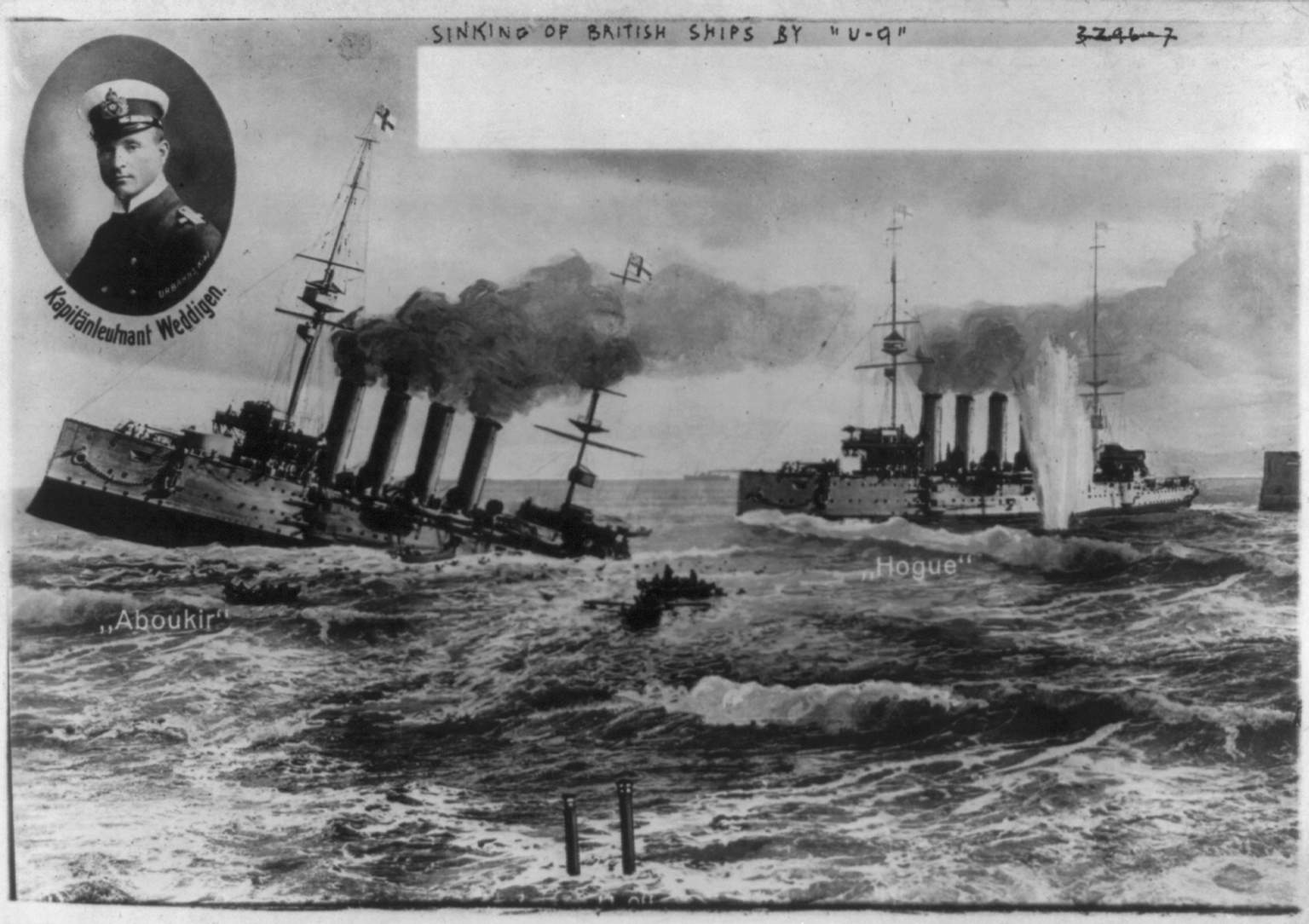
Die Versenkung der Aboukir (zeitgenössische Postkarte)

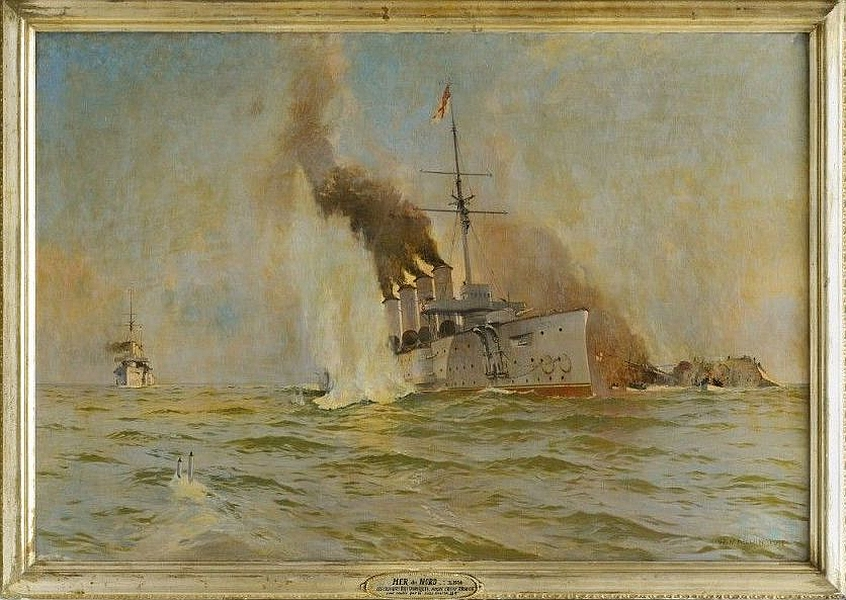
Wilhelm Malchin: Nordsee, 22. IX. 1914, britische Kreuzer HOGUE, CRESSY, ABOUKIR werden vom U-Boot U9 versenkt

Insgesamt unternahm U 9 sieben Feindfahrten und versenkte dabei fünf Kriegsschiffe mit einer Gesamttonnage von 44.173 Tonnen und 13 Handelsschiffe mit 8.636 BRT. Nach anderen Quellen waren es 20 Feindfahrten, bei denen 13 Schiffe mit 8.636 BRT versenkt wurden.
Am 20. September 1914 lief U 9 von Helgoland zu einer Aufklärungsfahrt aus. Am 22. September 1914 versenkte das Boot unter dem Kommando von Kapitänleutnant Otto Weddigen etwa 50 km nördlich von Hoek van Holland nacheinander die drei britischen Panzerkreuzer Aboukir, Hogue und Cressy. Dabei verloren 62 Offiziere und 1.405 Mann ihr Leben, 837 konnten gerettet werden.
Auf der nächsten Feindfahrt konnte das Boot am 15. Oktober vor Aberdeen den britischen Geschützten Kreuzer Hawke versenken.
Am 12. Januar 1915 wurde der bisherige Erste Wachoffizier Johannes Spieß Weddigens Nachfolger als Kommandant. Unter seinem Kommando wurde U 9 in die Ostsee verlegt und dort zum Minenleger umgebaut.
Am 16. August 1915 versenkte U 9 den britischen Dampfer Serbino durch Torpedo-Beschuss nahe der Ostseeinsel Worms.
Am 5. November 1915 wurde ein russisches Minensuchboot versenkt. Dies war der fünfte Kriegsschiffserfolg von U 9. Spieß kommandierte U 9 bis zum 19. April 1916. Anschließend wurde das Boot bis zum Kriegsende in Kiel als Schulboot eingesetzt.
Am 26. November 1918 wurde das Boot an Großbritannien ausgeliefert und 1919 in Morecambe, Lancashire, abgewrackt.

### Versenkte Schiffe (Auswahl)
Die folgende Liste enthält alle verifizierten Schiffe, welche von U 9 versenkt wurden:
- Britische Panzerkreuzer Aboukir, Hogue und Cressy am 22. September 1914[11][12][13][15]
- Britischer Geschützter Kreuzer Hawke am 15. Oktober 1914[14]
- Britische Fischkutter Bob White[17], Coquet[18], Hector[19], Hero[20], Iolanthe[21], Northward Ho[22], Progress[23]

am 3. Mai 1915 sowie die Rugby am 4. Mai 1915 und die Straton und die Merrie Islington am 5. und 6. Mai 1915
- Britischer Transporter Queen Wilhelmina (3.590 BRT)[27] am 8. Mai 1915
- Britischer Dampfer Serbino (2.205 BRT) am 16. August 1915[16]
- Russisches Minensuchboot Nr. 4 am 5. November 1915[15]

## Sonstiges
Nach Weddigen und seiner Besatzung bekam nun auch das Boot selbst eine Auszeichnung, indem es fortan ein Eisernes Kreuz am Turm führen durfte. Außer U 9 wurde im Ersten Weltkrieg nur dem Kleinen Kreuzer Emden diese Ehrung zuteil.

## Kommandanten
| Dienstgrad           | Name              | von             | bis                |
| -------------------- | ----------------- | --------------- | ------------------ |
| Kapitänleutnant      | Waldemar Kophamel | 18. April 1910  | 30. September 1911 |
| Kapitänleutnant      | Otto Weddigen     | 1. Oktober 1911 | 11. Januar 1915    |
| Oberleutnant zur See | Johannes Spieß    | 12. Januar 1915 | 19. April 1916     |